# پروف (رپر)
دی شاون دوپری هالتون ملقب به پروف (به انگلیسی: Proof) یک خواننده هیپ هاپ آمریکایی بود که برای کمپانی دی ۱۲ فعالیت می‌کرد. او هم محلی و دوست صمیمی امینم بود. وی بر اثر اصابت چهار گلوله که دوتا از آنها به سر و دو تای دیگر به سینهٔ او اصابت کرد کشته شد . این اتفاق هنگام بازی بیلیارد در یک کلوپ افتاد.

## اوایل زندگی
دی شانون دوپری هولتون در تاریخ ۲ اکتبر سال ۱۹۷۳ بدنیا آمد. پدرش ، مک کینلی جکسون ، یک تهیه کننده موسیقی بود که قبل از تولد هولتون برای کار حرفه ای خود را ترک کرد.  او از جوانی با امینم دوست صمیمی بود.

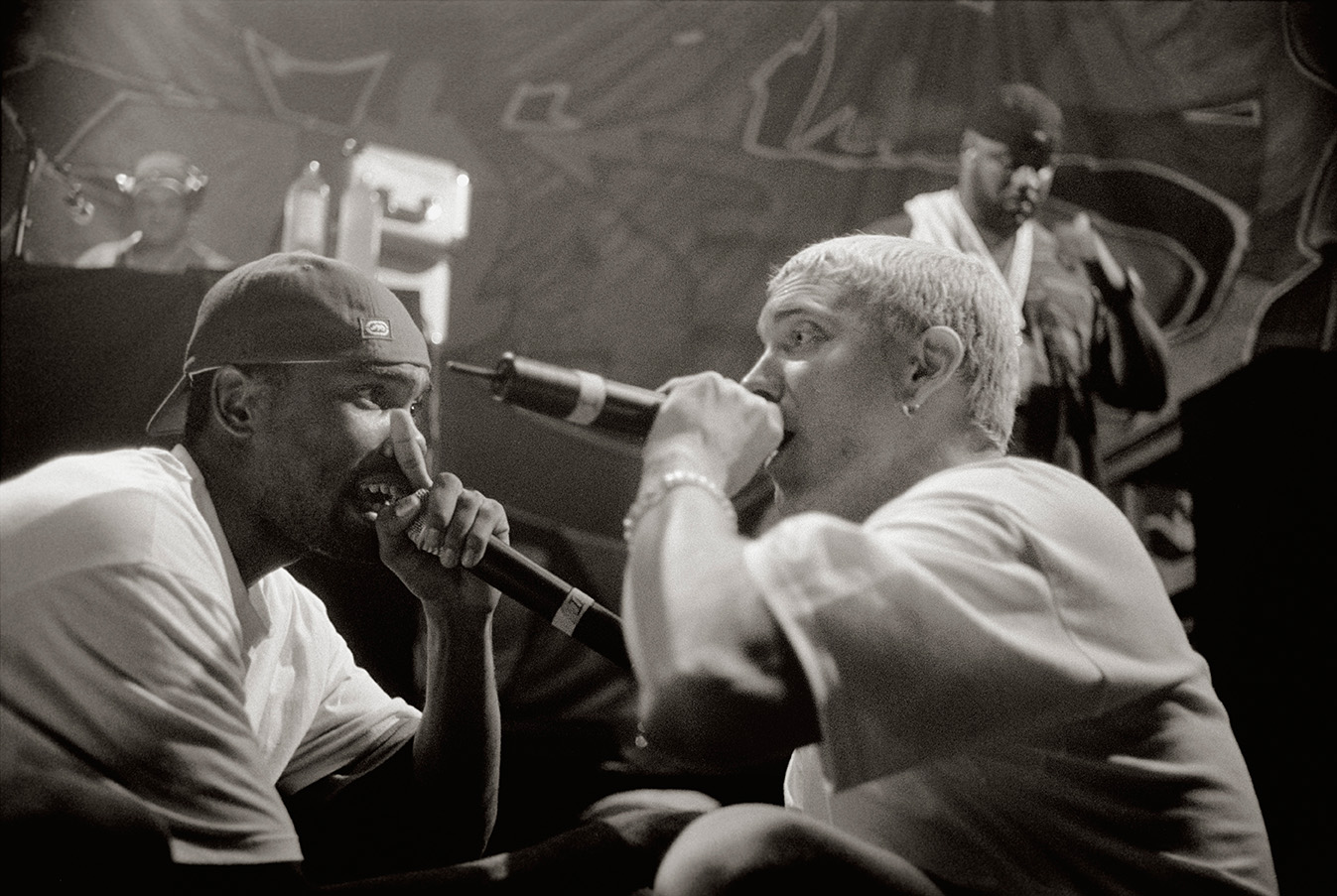
پروف و امینم در مونیخ آلمان

## حرفه موسیقی
هولتون که در اصل به عنوان حداکثر شناخته می شد ، تحت عنوان پروف شناخته می شود ، ابتدا به عنوان بخشی از گروه رپ دی‌۱۲ ، یک گروه هیپ هاپ که در شکل گیری وی نقش مهمی داشت ، به شهرت رسید. موفقیت های اولیه فردی شامل برجسته شدن در ستون "The Unsigned Hype" ستون The Source در سال ۱۹۹۹ و تقریباً پیروزی در نبرد Blaze 1998 است.  اولین حضور تلویزیونی وی در ویدئوی آلیا با عنوان "Age Ain't Nothing But a Number" بود. در سال ۲۰۰۰ ، پروف با تورهای Up In Smoke تور با Eminem ، Dr.  او در سال ۲۰۰۱ با انتشار شب شیطان ، اولین آلبوم D12 در Interscope Records ، بیشتر در معرض دید قرار گرفت.  سال بعد ، پروف در "Promatic" با Dogmatic همکاری کرد و برای حمایت از اکران به تور "مدیریت خشم" امینم پیوست. [4]  او در فیلم 8 مایل به همراه امینم و Xzibit ظاهر شد.  Proof در نقش Lil 'Tic ، یک رپ سبک آزاد ظاهر شد که با شخصیت اصلی ، بی-ربیت ، با بازی امینم مبارزه می کند. [5]  برای استفاده از تبلیغات فیلم ، پروف یک EP شش آهنگی به نام Electric CoolAid: Testing Acid منتشر کرد.  پروفایل همچنین در فیلم The Longest Yard در کنار دیگر اعضای دی‌۱۲ (به غیر از امینم) در یک نقش پرفروش بازی کرد و در طول اعتبارات به عنوان "محکومین بسکتبال" ظاهر شد.

## فیلم شناسی
- مایل 8 (2002)
- بزرگترین حیاط (2005)